# Pierre-André Blaser
Pour les articles homonymes, voir Blaser.
Pierre-André Blaser, né à Saint-Prex en 1937, est un musicien, chanteur, ténor et enseignant vaudois.

## Biographie
Pierre-André Blaser est titulaire en 1957 d'un brevet d'instituteur de l'École Normale de Lausanne et en 1967 d'un brevet de maître de classe primaire supérieure. Il étudie dès 1962 le chant au Conservatoire de musique de Genève où il reçoit un premier prix de virtuosité avec distinction en 1969. Il est finaliste du Concours international d'exécution musicale de Genève en 1968 et se perfectionne auprès d'Ernst Haefliger et de Juliette Bise.
Il commence sa carrière de soliste (ténor) en 1964 et chante en Suisse mais aussi en France, Allemagne, Italie, Espagne, Portugal, privilégiant l'oratorio et le domaine du Lied et de la mélodie française et chantant sous la direction de chefs comme Charles Dutoit, Armin Jordan, Wolfgang Sawallisch, Michael Gielen, Rafaël Frühbeck de Burgos, Victor Desarzens, André Charlet, Michel Corboz, Paul Sacher, Kurt Redel, Tito Gotti, Philippe Bender ou Jacques Pache... Il a enregistré pour le label Erato avec Michel Corboz (Psaumes de Mendelssohn) et Charles Dutoit (Renard de Stravinsky). Egalement pédagogue, il enseigne le chant de 1974 à 1999 au Conservatoire populaire de musique de Genève puis de 1987 à sa retraite, en 2002, aux classes professionnelles du Conservatoire de Lausanne; il est également expert aux examens de chant des HEM et conservatoires romands et alémaniques. Appréciant le travail avec les enfants, il crée en 1987 Course d'école de Louis de Tscharner et François Margot pour les quarante ans du Chœur Pro Arte de Lausanne et, en 1991, il crée le rôle de l'instituteur de Récréation, jeu musical pour orchestre et chœur d'enfants, également composé par Louis de Tscharner et François Margot, commande de l'école de musique de Cossonay, donné au théâtre du Pré-aux-Moines de Cossonay pour le 700e anniversaire de la Confédération.Pierre-André Blaser est, depuis 2000, membre de la fondation Colette Mosetti, qui œuvre à offrir des bourses d'études à de jeunes musiciens talentueux en classe professionnelle de Suisse romande et du Tessin dans le besoin, et il en devient le président en 2006. Il a par ailleurs créé en 1971, avec l'aide du pasteur Georges Blanc, l'Association des Concerts de la Vuy de Penthalaz, qui, jusqu'à leur dernière manifestation en 2011, ont accueilli près de 200 concerts, au rythme de cinq ou six par an, dans tous les genres musicaux, du récital de piano au jazz, de la chorale à l'orchestre symphonique, en cherchant également à donner leur chance à de jeunes artistes, comme le pianiste et compositeur Christian Favre qui y a donné son premier récital, à l'âge de dix-sept ans. Parmi ses nombreux enregistrements, essentiellement en 33 tours, il faut encore mentionner le mystère musical La Folie de Tristan d'Armin Schibler (1920-1986), enregistré avec le chœur de la Radio suisse Romande et l'orchestre de chambre de Lausanne sous la direction de Jean-Marie Auberson (Jecklin Musikhaus, 1994).

## Sources
- « Pierre-André Blaser », sur la base de données des personnalités vaudoises sur la plateforme « Patrinum » de la Bibliothèque cantonale et universitaire de Lausanne.
- "Récréation : jeu musical pour deux chœurs d'enfants, solistes et orchestre d'enfants créé à l'occasion du 700e anniversaire de la Confédération: théâtre du Pré-aux-Moines, Cossonay, jeudi 2 mai 1991-samedi 4 mai 1991, musique de François Margot, livret de Louis de Tscharner" (programme), Cossonay, Théâtre du Pré-aux-Moines, 1991
- Ducret, Jérôme, "Les Concerts de la Vuy se terminent en beauté", 24 Heures, 2011/08/15, p. 21
- Chenal, Matthieu, "Un amour de piano", 24 Heures, 2008/11/07, p. 46.